# Michał Woźniak (muzealnik)
Michał Franciszek Woźniak (ur. 17 września 1952 w Gnieźnie) – historyk sztuki, muzealnik, doktor habilitowany nauk humanistycznych, profesor Uniwersytetu Mikołaja Kopernika w Toruniu. W latach 1990–2000 dyrektor Muzeum Okręgowego w Toruniu, w latach 2007–2019 dyrektor Muzeum Okręgowe im. Leona Wyczółkowskiego w Bydgoszczy, w latach 2015–2018 przewodniczący Rady do Spraw Muzeów i Miejsc Pamięci Narodowej.

## Życiorys
Ukończył historię sztuki na Wydziale Sztuk Pięknych Uniwersytetu Mikołaja Kopernika w Toruniu. Doktorat obronił w 1986 na podstawie pracy o toruńskich monstrancjach promienistych, a habilitację w 2013 na podstawie książki „Złotnictwo sakralne Prus Królewskich. Studium typologiczno-morfologiczne”.
W latach 1990–2000 pełnił funkcję dyrektora Muzeum Okręgowego w Toruniu, gdzie wcześniej przez trzy lata pracował jako starszy kustosz. Następnie, przez siedem lat był kuratorem ds. badań i zbiorów artystycznych w Muzeum Zamkowym w Malborku. W latach 2007–2019 był dyrektorem Muzeum Okręgowego im. Leona Wyczółkowskiego w Bydgoszczy. W latach 2015–2018 był przewodniczącym Rady do Spraw Muzeów i Miejsc Pamięci Narodowej przy Ministrze Kultury i Dziedzictwa Narodowego. Wiceprzewodniczący polskiego komitetu narodowego Międzynarodowej Rady Muzeów ICOM, członek Stowarzyszenia Historyków Sztuki oraz rad kilku muzeów. Podczas I. Kongresu Muzealników Polskich uczestniczył w pracach komitetu programowego.
Pracownik naukowy UMK w Toruniu od 1978 roku, prowadzi zajęcia z zakresu historii i zabytkoznawstwa rzemiosł artystycznych, złotnictwa i muzealnictwa.

## Odznaczenia
Odznaczony w 2008 roku brązowym, a w 2013 roku srebrnym medalem Zasłużony Kulturze Gloria Artis.

## Wybrane publikacje
- Die Silberbibliothek aus Königsberg (1545–1562). Bestandkatalog, Hrsg. Ruth Slenczka. Potsdam: Haus der Brandenburgisch-Preußischen Geschichte - Petersberg: Michael Imhof Verlag 2017, ss. 95.
- Złotnictwo sakralne Prus Królewskich. Studium typologiczno-morfologiczne, t. 1-2, Toruń: Wydawnictwo Naukowe UMK 2012, ss. 462 + 398.
- Złotnictwo gotyckie w Prusach, [w:] Fundacje artystyczne na terenie państwa krzyżackiego w Prusach. Wystawa w roku jubileuszowym 600-lecia bitwy pod Grunwaldem, t. II: Eseje, red. Barbara Pospieszna, Malbork: Muzeum Zamkowe w Malborku 2010, s. 223-237.
- Zur Nürnberger Gold- und Silberschmiedekunst des 15. und 16. Jahrhunderts in Mitteleuropa, "Anzeiger des Germanischen Nationalmuseums"  2002, s. 164-176.
- Bazylika Katedralna św. Jana Chrzciciela i św. Jana Ewangelisty w Toruniu, Toruń: Parafia św. Jana Chrzciciela i św. Jana Ewangelisty, [ca 2001], ss. 16.
- Muzeum Okręgowe w Toruniu - jego regionalny charakter, "Acta Universitatis Nicolai Copernici. Zabytkoznawstwo i Konserwatorstwo", T. 29: 1998, s. 117-126.
- Uwagi o pochodzeniu mistrzów i czeladników gdańskiego cechu złotniczego, "Acta Universitatis Nicolai Copernici. Zabytkoznawstwo i Konserwatorstwo", T. 25: 1994, s. 127-140.
- Uwagi o złotnictwie wrocławskim czasów Rudolfa II, "Acta Universitatis Nicolai Copernici. Zabytkoznawstwo i Konserwatorstwo", T. 19: 1994, s. 101-128.
- Das Reliquiendiptychon des Elbinger Hauskomturs Thilo von Lorich, "Anzeiger des Germanischen Nationalmuseums" 1992, s. 51-62.
- Skarbiec Katedry w Gnieźnie, Poznań: Księgarnia Św. Wojciecha, 1990, ss. 71.
- Sztuka złotników toruńskich okresu manieryzmu i baroku, Warszawa: Państwowe Wydawnictwo Naukowe - Poznań - Toruń: Towarzystwo Naukowe w Toruniu 1987, ss. 147.
- Sprzęty liturgiczne w kościele SS. Miłosierdzia (d. Bededyktynek) w Chełmnie, "Acta Universitatis Nicolai Copernici. Zabytkoznawstwo i Konserwatorstwo", T. 10: 1982, s. 119-160.